# Austin Film Critics Association Awards 2013
9. ročník předávání cen asociace Austin Film Critics Association se konal 17. prosince 2013.

## Nejlepších deset filmů
1. Ona
2. 12 let v řetězech
3. Gravitace
4. Vlk z Wall Street
5. V nitru Llewyna Davise
6. Dočasný domov
7. Bahno z Mississippi
8. Před půlnocí
9. Klub poslední naděje
10. Kapitán Phillips

## Vítězové
- Nejlepší režisér: Alfonso Cuarón – Gravitace
- Nejlepší původní scénář: Spike Jonze – Ona
- Nejlepší adaptovaný scénář: John Ridley – 12 let v řetězech
- Nejlepší herec v hlavní roli: Chiwetel Ejiofor – 12 let v řetězech
- Nejlepší herečka v hlavní roli: Brie Larson – Dočasný domov
- Nejlepší herec ve vedlejší roli: Jared Leto – Klub poslední naděje
- Nejlepší herečka ve vedlejší roli: Lupita Nyong'o – 12 let v řetězech
- Nejlepší animovaný film: Ledové království
- Nejlepší cizojazyčný film: Život Adele (Francie)
- Nejlepší dokument: Způsob zabíjení
- Nejlepší kamera: Emmanuel Lubezki – Gravitace
- Nejlepší první film: Ryan Coogler – Fruitvale
- Objev roku: Brie Larson – Dočasný domov
- Austin Film Award: Richard Linklater – Před půlnocí
- Speciální ocenění: Scarlett Johansson – Ona